# Beautiful People (série télévisée, 2008)
Pour les articles homonymes, voir Beautiful People.
Beautiful People est une série télévisée britannique en 12 épisodes de 26 minutes, créée par Jonathan Harvey d'après les mémoires de Simon Doonan et diffusée entre le 2 octobre 2008 et le 18 décembre 2009 sur BBC Two. En France, la série est diffusée depuis le 23 mai 2010 sur Série Club.

## Synopsis
Étalagiste un peu maniéré dans le grand magasin Barneys, à New York, Simon se remémore ses souvenirs de jeunesse dans la ville de Reading. À cette époque, cet adolescent de treize ans ne rêvait que d'une chose : quitter son milieu de classe moyenne et rejoindre le « beau monde » de Londres.
« I'm not like other boys…»
« Good, other boys are crap. »
« No they're not, otherwise why would I like them so much? »

## Distribution
- Luke Ward-Wilkinson : Simon Doonan
- Layton Williams : Kylie (Kyle)
- Olivia Colman : Debbie Doonan
- Aidan McArdle : Andy Doonan
- Meera Syal : Aunty Hayley
- Sarah Niles : Reba
- Samuel Barnett : Simon Doonan (du présent à 30 ans)
- Gary Amers : Sacha
- Sophie Ash : Ashlene Doonan
- Tameka Empson : Tameka

## Épisodes

### Première saison (2008)
1. Ma première jarre (How I Got My Vase)
2. Ma première attaque nasale (How I Got My Nose)
3. Mes premières perles (How I Got My Beads)
4. Ma première poupée (How I Got My Posh)
5. Mon premier fer (How I Got My Tongs)
6. Ma première boule à neige (How I Got My Globe)

### Deuxième saison (2009)
1. Mon premier marié (How I Got My Groom)
2. Ma première aigrette (How I Got My Plumes)
3. Ma première fontaine (How I Got My Water Feature)
4. Ma préciosité première (How I Got My Camp)
5. Mon premier prix Turner (How I Got My Turner)
6. Ma première balafre (How I Got My Gash)